# Ameriški bizon
Ameriški bizon (tudi Ameriški bivol po angl. besedi Buffalo; znanstveno ime Bison bison) živi v prerijah Severne Amerike. Samec je lahko v plečih visok celo do 190 cm in tehta do 1000 kg.
Njegov bližnji sorodnik je zober ali evropski bizon (Bison bonasus). Obstajata dve podvrsti: gozdni bizon (Bison bison athabascae) in nekoliko manjši in svetlejši prerijski bizon (Bison bison bison).
Aktivni so podnevi, prehranjujejo se s travo in imajo rumenkast do temno rjav gost kožuh z dolgo kocasto dlako. Na sprednjem delu telesa je dlaka grivasto podaljšana in med rogovi sega naprej kot nekakšna kapa. Glava je široka in masivna z brado. Samci in samice imajo kratke ob strani stoveče rogove. Včasih so bizoni živeli po vsej Severni Ameriki, kjer so se poleti selili proti severu, pozimi pa proti jugu. Američani ga napačno imenujejo buffalo ali indijanski bivol saj bizon sploh ni pravi bivol. Okoli leta 1700 je bilo 60 milijon teh živali, že leta 1889 pa so jih skorajda povsem iztrebili. Danes so strogo zavarovani, tako da je njihovo število v rezervatih v ZDA in Kanadi znova naraslo na okoli 30.000 osebkov.